# D'autunno
D'autunno è un volume di fumetti dedicato alle avventure di Buffy Summers, la protagonista della serie televisiva Buffy l'ammazzavampiri.
Questo ciclo narrativo (che comprende i fumetti 26-27-28 della serie regolare pubblicata dalla Dark Horse Comics) è ambientato durante la quarta stagione.
Il volume è ancora inedito in Italia.

## Trama

### Il cuore di una Cacciatrice (parte 1)
- testi: Chris Boal
- disegni: Cliff Richards
- colori: Guy Major
- inchiostro: Joe Pimentel
- prima pubblicazione USA: Buffy #26 - The heart of a slayer, part one (ottobre 2000)

Una misteriosa creatura demoniaca compare più volte a Sunnydale in diverse epoche storiche. Ogni volta è inseguita da un'altra misteriosa ragazza che cerca di combatterla.
Nel presente, Buffy si trova al The Bronze in compagnia di Xander e Willow. All'uscita del locale anche lei viene attaccata dalla creatura: i suoi sforzi sono inutili e si salva grazie all'intervento della misteriosa ragazza.
- Anacronicità: la prima comparsa della creatura a Sunnydale è datata 1840; questo contraddice quanto narrato nel fumetto Il mondo splendente inserito nel volume (considerato canonico) I racconti delle cacciatrici (pubblicato un anno dopo D'autunno) e cioè che Sunnydale sia stata fondata negli anni 20 del secolo scorso dal futuro sindaco Richard Wilkins.

### Il cuore di una Cacciatrice (parte 2)
- prima pubblicazione USA: Buffy #27 - The heart of a slayer, part two (novembre 2000)

Il suo nome è Ajda ed è una Cacciatrice dell'undicesimo secolo. La sua missione è inseguire il demone Karfanaum nelle varie epoche e fermare il suo progetto di uccidere Buffy e distruggere il mondo. Buffy fa fatica ad accettare nuovamente la presenza di un'altra Cacciatrice ma ha bisogno di lei per combattere questa creatura apparentemente invincibile. Dopo lunghe ricerche, Giles scopre che l'unica arma capace di uccidere questa creatura è il cuore di una Cacciatrice. Ajda era destinata a sacrificarsi e lo sapeva.

### Il cimitero degli amori perduti
- testi: Tom Fassenberg e Jim Pascoe
- disegni: Cliff Richards
- colori: Guy Major
- inchiostro Joe Pimentel
- prima pubblicazione USA: Buffy #28 - Cemetery of lost love (dicembre 2000)

Buffy salva una ragazza che stava per essere morsa da un vampiro ignorando che questa fosse consenziente e che cercasse la vita eterna. Desiderosa di vendetta, la ragazza si rivolge a Baron Samedi, signore del cimitero, a capo di un esercito di zombie che imprigionano la Cacciatrice. Il rituale doveva prevedere il sacrificio di Buffy e della sua anima per ottenere la vita eterna ma viene interrotto da Spike. Vedendo la sconfitta di tutti i suoi morti-viventi, Baron Samedi rinuncia ad aiutare la ragazza e pretende il suo tributo trasformando lei in zombie.
- Collocazione: Willow è triste per l'abbandono di Oz (Lupi mannari (4x06)); Buffy ha già iniziato la relazione con Riley (Le pattuglie della notte (4x07)); Xander è ancora disoccupato; Buffy teme di essere considerata nuovamente paranoica da Giles (Fuga dall'oltretomba (4x02)).